# Psychedelic trance
Psychedelic trance (częściej psytrance) – podgatunek muzyki trance, powstały we wczesnych latach 90.

## Historia
Psychedelic trance wywodzi się z muzyki elektronicznej lat osiemdziesiątych następnie rozwijanej przez wiele wpływów oraz orientalnej muzyki goa pochodzącej z indyjskiej prowincji położonej nad Morzem Arabskim. W prowincji Goa organizowano masowe imprezy plażowe.
Dzięki masowemu napływowi turystów na plaże Goa muzyka przeniosła się do innych krajów a także ewoluowała, zahaczając o wpływy etniczne (indyjskie dzwonki, bongosy, mantry itp.). Można rozróżnić wiele nurtów psychedelic trance charakterystycznych dla rejonów ich powstania. W Anglii trance jest bardziej melodyjny, a aranżacje muzyczne skomplikowane (Hallucinogen – "LSD", Man With No Name – "Teleport"). W Izraelu z kolei trance jest prostszy, ale bardziej eksperymentalny (Astral Projection – "People Can Fly", "Mahadeva", MFG – "When We Dream").

## Charakterystyka
Muzyka charakteryzuje się najczęściej jednostajnym bitem granym 4x4 (choć artyści nie odbiegają od wlepiania łamanych bitów – tzw. breaktrance), przeplatanym acidowymi riffami, często generowanymi na automatach Rolanda (między innymi TB-303), co nadaje muzyce kwaśne, tłuste i agresywne brzmienie. Muzyka obfituje w przeplatające się dźwięki pozornie niemające ze sobą powiązań, a stanowiące jedną całość. Producenci używają mnóstwa efektów echa, przesteru oraz chorus. co nadaje muzyce przestrzenny wydźwięk.

## Przedstawiciele
Najbardziej znani twórcy tej muzyki: Astral Projection, Juno Reactor, Total Eclipse, Hallucinogen, Astrix, Infected Mushroom, X-Dream, Prana, Koxbox, 1200 Micrograms, GMS, Talamasca, Shpongle, Space Tribe, Vini Vici.

## Imprezy, kultura
Imprezy psychodeliczne organizowane są w klubach bądź pod gołym niebem (ang. open air). Na terenie Polski odbywa się wiele cyklicznych imprez plenerowych (np. festiwal Moondalla organizowany w okolicach Trójmiasta). Oprócz muzyki ważnym elementem imprez są dekoracje składające się z wielu elementów: fluorescencyjnych malowideł, konstrukcji UV, wymyślnie splecionych nici, komputerowych projekcji wideo.
Psychedelic trance osiągnął sporą popularność w Wielkiej Brytanii, Niemczech i innych krajach Europy. Jest bardzo popularny w Izraelu między innymi dlatego, że sprzyja temu sytuacja polityczna i jego antystresowe działanie wśród pewnej części armii (utwory Astral Projection były słuchane w izraelskich czołgach!). Popularność psytrance nie przemija, choć sama muzyka mocno ewoluowała i podzieliła się na kilka nurtów. Liczącymi się grupami w Polsce związanymi z organizacją imprez są takie kolektywy jak: Toga Dansverg Projekt, AOV, Ashoka, Hallabanaha, Mystic Art, Jagodziani, Fantazja, Digital Disorder, Medulla Oblongata, Rave on Trans, Leśna Szajka, Pulsar Tranceformation, Numen Music, Stropharia Cubebsis Community Uridium, Synapsy, Equinox.Tribe (equinox.wro), Be Psychedelic, Psycho Infinity, Deepersense, Egodrop, Jebno Kolektyw, Morfogeneza i Powrót do źródła.

## Psychedelic trance a goa trance
Obecnie termin psychedelic trance zmienił nieco swoje znaczenie. Kiedy w roku 1995 zaczęły powstawać nowe utwory o głębszym brzmieniu, bardziej wyciągniętych liniach basowych, pływających liniach melodycznych lub wręcz pseudomelodycznych, zbudowanych w oparciu o efekty, sample, czy bardziej złożone dźwięki syntetyczne, przestano używać terminu goa trance. Typowymi utworami psychedelic są: The Infinity Project – Mindboggler, Deviant – Dawn On Epsilon. To, po czym można poznać goa, to gęste, acidowe linie basowe, melodyka zbudowana w oparciu o natywną ornamentykę indyjską i izraelską. Za przykład mogą posłużyć utwory: Sheyba – Ganesh, Astral Projection – Kabalah. Można powiedzieć, że goa trance posiada bardziej orientalne instrumentarium, a psychedelic trance bardziej czerpie z technologii komputerowej.
Należy podkreślić, że szczególny wpływ na ewolucję brzmienia całego gatunku miała ewolucja instrumentarium, sprzętu studyjnego oraz nowe techniki realizacji dźwięku.
Można ogólnie przyjąć, że psytrance skupia pod sobą takie nurty jak: goa, fullon, progressive, minimal, dark, tech.

## Podgatunki wywodzące się z psychedelic trance
Nowe możliwości i eksperymenty muzyczne doprowadziły do wyodrębnienia się nowych podgatunków psychedelic trance. Główne zasady muzyczne są zachowane, a niżej wymienione podgatunki służą słuchaczom do orientacji co dominuje u danego wykonawcy. Tak więc można wyodrębnić:
- dark full power – istnieje kilka odmian darku – prawdziwie mroczny, do którego zaliczyć można takich wykonawców, jak Xenomorph, Psyfactor. Gatunek zdecydowanie idący w kierunku fullonu, brzmiący jednak mroczniej – Chromatone, Dark Nebula, Seroxat. Najciekawszą odmianą jest dark full power – mroczny, hipnotyczny i zarazem bardzo agresywny z tempem w granicach 145-150 BPM, mocny bas okalany przez dziwaczne krzyki i kwaśne, mroczne dźwięki. Za odrodziciela tego podgatunku uważany jest Psykovsky oraz jego utwór o jednoznacznej nazwie – "Last Bus Madrus", który ukazał się na kompilacji "Zen" wydanej w Dejavu Records, Rosja, 2001 r.
przykładowe projekty: Kindzadza, Parasense, Para Halu, Samadhi, C-P-C Project.
- full on – bardzo energiczny i często też melodyjny podgatunek charakteryzujący się szybkim tempem w granicach 140-145 BPM; ta odmiana psytrance'u jest dzisiaj bardzo popularna w Izraelu.
przykładowe projekty: GMS, Alien Project, Suria, Cosma, 1200 Mic's, Siaqua.
- progressive psytrance – spokojny, płynący i łagodny, ale także hipnotyczny z tempem utrzymanym w granicach 130-140 BPM, przez niektórych uważany za ewolucję Minimal Trance; najbardziej popularny w Niemczech i Skandynawii.
przykładowe projekty: Atmos, Son Kite, Vibrasphere, Beat Bizarre, S-Range, Neelix.